# Židé v Lichtenštejnsku
| Židé a judaismus |
| Židé • Judaismus • Kdo je Žid |
| Ortodoxní • Konzervativní (Masorti) Progresivní (Reformní - Liberální) • Ultraortodoxní Samaritáni • Falašové • Karaité                                                                                            |
| Etnické skupiny a jazyky |
| Aškenázové • Sefardové • Mizrachim Hebrejština • Jidiš • Ladino • Ge'ez • Buchori |
| Populace (vývoj) |
| Evropa • Amerika • Asie • Afrika • Austrálie |
| Náboženství |
| Bůh • Principy víry • Boží jména 613 micvot • Halacha • Noachidské zákony Mesiáš • Eschatologie |
| Židovské myšlení, filosofie a etika |
| Židovská filosofie Cdaka • Musar • Vyvolenost Chasidismus • Kabala • Haskala |
| Náboženské texty |
| Tóra • Tanach • Mišna • Talmud • Midraš Tosefta • Mišne Tora • Šulchan aruch Sidur • Machzor • Pijut • Zohar |
| Životní cyklus, tradice a zvyky |
| Obřízka • Pidjon ha-ben • Simchat bat • Bar micva Šiduch • Svatba • Ketuba • Rozvod (Get) • Pohřeb Kašrut • Židovský kalendář • Židovské svátky Talit • Tfilin • Cicit • Kipa Mezuza • Menora • Šofar • Sefer Tora |
| Významné postavy židovství |
| Abrahám • Izák • Jákob • Mojžíš Šalomoun • David • Elijáš • Áron Maimonides • Nachmanides • Raši Ba'al Šem Tov • Ga'on z Vilna • Maharal                                                                           |
| Náboženské budovy a instituce |
| Chrám • Synagoga • Ješiva • Bejt midraš Rabín • Chazan • Dajan • Ga'on Kohen (kněz) • Mašgiach • Gabaj • Šochet Mohel • Bejt din • Roš ješiva                                                                      |
| Židovská liturgie |
| Šema • Amida • Kadiš Minhag • Minjan • Nosach Šacharit • Mincha • Ma'ariv • Musaf |
| Dějiny Židů |
| starověk • středověk • novověk |
| Blízká témata |
| Antisemitismus • Gój • Holocaust • Izrael Filosemitismus • Sionismus Abrahámovská náboženství |
| z • d • e |

Židovská komunita v Lichtenštejnsku čítá k roku 2012 celkem 26 osob.

## Reference

Poloha Lichtenštejnska (tmavě zelená) v Evropě

## Historie
Podle studie publikované v roce 2005 se během druhé světové války uchýlilo do Lichtenštejnska 240 židovských uprchlíků, aby zde nalezli útočiště. Později získali někteří z nich lichtenštejnské státní občanství, většina však ze země odešla po skončení války jinam.